# Powerglide
| Recensione              | Giudizio    |
| ----------------------- | ----------- |
| AllMusic                | [ 1 ]       |
| Robert Christgau        | C-          |
| Sputnikmusic            | 3.7 (Great) |
| Dizionario del Pop-Rock | [ 4 ]       |

Powerglide è il secondo album dei New Riders of the Purple Sage, pubblicato dalla Columbia Records nell'aprile del 1972.

## Tracce

### LP
Lato A
1. Dim Lights, Thick Smoke (And Loud, Loud Music) – 4:15 (Joe Maphis, Max Fidler, Rose Lee Maphis)
2. Rainbow – 3:05 (John Dawson)
3. California Day – 2:40 (Dave Torbert)
4. Sweet Lovin' One – 2:30 (John Dawson)
5. Lochinvar – 3:33 (John Dawson)
6. I Don't Need No Doctor – 4:47 (Nickolas Ashford, Valerie Simpson, Jo Armstead)

Lato B
1. Contract – 3:10 (Dave Torbert)
2. Runnin' Back to You – 4:12 (John Dawson)
3. Hello Mary Lou (Goodbye Heart) – 2:58 (Cayet Mangiaracina, Gene Pitney)
4. Duncan and Brady (Basato su una melodia tradizionale) – 5:23 (John Koerner)
5. Willie and the Hand Jive – 6:21 (Johnny Otis)

- La durata del brano Willie and the Hand Jive sul vinile è riportata a sei minuti e ventuno secondi, mentre sul retrocopertina a sei minuti e cinquanta secondi

## Formazione
- John Dawson - chitarra ritmica acustica, chitarra ritmica elettrica
- John Dawson - voce solista (brani: Rainbow, Sweet Lovin' One, Lochinvar, Runnin' Back to You e Duncan and Brady)
- David Nelson - chitarra solista
- David Nelson - voce solista (brano: Dim Lights, Thick Smoke (And Loud, Loud Music))
- Buddy Cage - chitarra pedal steel
- Buddy Cage - dobro (brani: Lochinvar e Duncan and Brady)
- Dave Torbert - basso, chitarra ritmica elettrica
- Dave Torbert - voce solista (brani: California Day, I Don't Need No Doctor, Contract, Hello Mary Lou e Willie and the Hand Jive)
- Dave Torbert - pianoforte (brano: Duncan and Brady)
- Spencer Dryden - batteria, percussioni, fischietto (whistle), broom

Musicisti aggiunti
- Nicky Hopkins - pianoforte (brani: Dim Lights, Thick Smoke (And Loud, Loud Music), California Day, I Don't Need No Doctor, Contract, Runnin' Back to You e Willie and the Hand Jive)
- Jerry Garcia - banjo (brani: Sweet Lovin' One e Duncan and Brady)
- Jerry Garcia - pianoforte (brano: Lochinvar)
- Bill Kreutzmann - percussioni (brani: I Don't Need No Doctor e Willie and the Hand Jive)
- Cori nel brano: Duncan and Brady, Nelson, McDuke, Buddy, Judy, Steve

Note aggiuntive
- Steve Barncard e New Riders of the Purple Sage - produttori
- Registrazioni effettuate al Wally Heider di San Francisco, California (Stati Uniti)
- John Fiore - ingegnere delle registrazioni
- George Beauregard - secondo ingegnere delle registrazioni
- Ellen Burke - scorekeeper
- Remixaggi aggiunti effettuati al Columbia Studios di Los Angeles, California (Stati Uniti)
- Mastering effettuato al Artisan Sound di Hollywood, California da Bob McCloud
- Kelly and Mouse Studio - design copertina esterna album originale
- Lore Shoberg - artwork interno copertina album originale
- Ringraziamento speciale a Sandy Rothman[6]

## Classifica
Album
| Anno | Classifica    | Posizione raggiunta |
| ---- | ------------- | ------------------- |
| 1972 | Billboard 200 | 33                  |

Singoli
| Anno | Titolo del brano       | Classifica        | Posizione raggiunta |
| ---- | ---------------------- | ----------------- | ------------------- |
| 1972 | I Don't Need No Doctor | Billboard Hot 100 | 81                  |